# Федорів Андрій Володимирович
Андрі́й Володи́мирович Фе́дорів (1 лютого 1979, Київ) — український маркетолог, засновник Fedoriv Group, до складу якої входять маркетингова агенція Fedoriv Agency, івент-спейс Kooperativ Arena, робочий простір Kooperativ, освітні проєкти Fedoriv Vlog та BrandFather, контент-агенція «Хроніка», консалтингова компанія Verter.digital transformation та «Фундація Дарини Жолдак». Fedoriv Group є інвестором медичного онлайн-хабу Doc.ua, бізнес-школи нової економіки Superludi та ін.

## Біографія
Народився в Києві. Навчався в загальноосвітній школі № 57 з поглибленим вивченням англійської мови. Підприємницькою діяльністю зацікавився з юнацьких років, почав відвідувати клуб «Юніор-Бізнес», що функціонував на базі Палацу піонерів та школярів. Вивчав маркетинг, макроекономіку та бухгалтерський облік. Після закінчення школи вступив до Інститут журналістики Київського національного університету імені Тараса Шевченка, спеціалізація — міжнародна журналістика. Закінчив його 2000 року. Вже у 1995 році почав працювати в галузі ділової журналістики, був дописувачем рубрик про маркетинг та менеджмент у журналі «Капітал» та газеті «Бізнес».
Із 1998 по 2003 рік працював у міжнародній агенції Adell Saatchi & Saatchi та Bates Ukraine. У 20-річному віці став директором з розвитку компанії. 2001 року увійшов до складу правління Всеукраїнської рекламної коаліції. 2002 року в межах холдингу заснував рекламну агенцію «Абрикос» (яка з-поміж інших розробила бренди «Хортиця» та «Бетон від Ковальської»).
У жовтні 2003 року залишив Adell Saatchi & Saatchi та Bates Ukraine. Разом із партнерами заснував маркетинг-компанію «Люди», креативне бюро «Сахар» та дизайн-студію «Карандаш», на базі яких пізніше було створено комунікаційний холдинг United Communications. До його складу входило понад 10 різних компаній, Федорів був їхнім співвласником та генеральним директором.
2005 року почав викладати маркетинг в Києво-Могилянській бізнес школі. 2006 року «Сахар» під його керівництвом очолив рейтинг креативності за кількістю нагород на різноманітних фестивалях. 2007 року Андрій Федорів став наймолодшим володарем премії «Слід у рекламі» за особистий внесок у розвиток рекламного ринку.
2010 року Федорів виходить зі складу холдингу та створює маркетингову агенцію Fedoriv. За наступні роки Fedoriv стає найбільшою маркетинговою агенцією України з командою близько 100 людей. Агенція співпрацює з провідними українськими та міжнародними компаніями, серед яких «Моршинська», «Нова пошта», OLX, «Ощадбанк», Rozetka.ua, «Фокстрот», Фонд Кличко, Taryan Group, WOG, ICTV, «Антошка», «Будинок іграшок», MEGOGO тощо. 2015 року команда Fedoriv створювала ребрендинг Київського зоопарку, а 2019 розробила бренд міста Вінниця.
Із 2010 по 2014 Fedoriv були стратегічним партнером Останкінського м'ясокомбінату, одного з лідерів ринку продуктів харчування в Росії. В рамках співпраці було створене позиціонування «Папа может!», яке згодом перетворилося на окремий бренд, лідера ринку сосисок та ковбаси.
Упродовж 2012—2016 років Андрій Федорів очолював Всеукраїнську рекламну коаліцію. 2012 року увійшов до міжнародної асоціації власників сімейних компаній FBN. Є одним із засновників Спілки українських підприємців (СУП), найбільшої асоціації незалежних українських бізнесів, до якої входить понад 800 компаній. Почесний член Young Business Club.
2014 року заснував у центрі Києва мультимедійний простір Fedoriv Hub, де за 5 років існування було проведено понад 800 подій різного масштабу.
2016 року Андрій Федорів став автором навчального курсу для власників бізнесу під назвою BrandFather. Його перша презентація відбулася у КВЦ «Парковий» і зібрала понад 900 слухачів. У наступні кілька років Федорів виступив із курсом у п'яти містах України, в Казахстані, Азербайджані, Німеччині та США. З березня по листопад 2018 року курс BrandFather продавався онлайн і був придбаний більш ніж 5 000 разів. Під час карантину через пандемію коронавірусу, в березні 2020, Федорів вирішив відкрити безкоштовний доступ до курсу. 
Починаючи з 2017 року має власний канал на YouTube — Fedoriv Vlog, де висвітлюються питання брендів, бізнесу та творчості. Станом на липень 2020 року на канал підписано понад 220 тисяч користувачів.
2018 року Андрій Федорів повідомив про відкриття офісу маркетингової агенції Fedoriv у Берліні для роботи з міжнародними проєктами.
У серпні 2019 року Fedoriv спільно з Міністерством цифровий трансформації та Spiilka design büro створили бренд цифрової держави «Дія», метою якого є оцифровка та автоматизація всіх державних послуг. Приблизно в той самий час Андрій Федорів оголосив про створення Fedoriv Group.
Із 2018 входить до складу незалежної ради директорів агрохолдингу «Барком» (ТМ «Родинна ковбаска»); з 2019 — девелоперської компанії Riviera Village; а з 2020 — ресторанної корпорації Resta (ресторани Савелія Лібкіна).

## Особисте життя
- Перша дружина — Жолдак Дарина Богданівна (1981—2012), українська мистецтвознавиця, галеристка та кураторка проектів «Мистецького арсеналу». Померла від серцевого нападу в лютому 2012 року. На її честь Федорів заснував «Фундацію Дарини Жолдак», яка спеціалізується на підтримці та розвитку культурних та освітніх українських проєктів. 2015 року фундація зібрала та передала понад 100 000 книг для сільських бібліотек[18], а також у колаборації з фондом «Коло» запустила освітній проєкт «Книжкобус» — сучасний мобільний хаб для популяризації читання, який продовжує свою роботу і сьогодні.
  - Донька — Федорів Ярина Андріївна (2004)[19];
  - Донька — Федорів Іванна Андріївна (2012);
- Друга дружина — Гресь Ярослава Олегівна (1982), українська громадська діячка, журналістка та блогерка. Співзасновниця піар-агенції Gres Todorchuk. З 2018 року входить до рейтингу «100 найвпливовіших жінок України» за версією журналів «Фокус»[20] та «НВ». Заручилися в травні 2015 року[21], а одружилися у серпні того ж року[22].
  - Син — Федорів Лука Андрійович (2016)[23];
  - Донька від першого шлюбу — Катерина (2008).

## Інші факти
- 2018 року завершив навчання в Harvard Business School[24];
- Неодноразово виступав як топ-спікер на великих бізнес-конференціях: ЛОБ, «Бізнес-концентрат»[25], Dream Big Forum[26] тощо;